# Сражение за Нант (1793)
Сражение за Нант (фр. Bataille de Nantes) — сражение в Нанте 29 июня 1793 года во время Великой французской революции между республиканскими войсками и вандейцами, закончившееся поражением повстанцев и их отступлением.
Город Нант, в то время седьмой по численности населения во Франции, представлял собой перекресток дорог, а также был важным речным и морским портом, разбогатевшим на заморской торговле, особенно, работорговле. Господствующая там буржуазия приняла революционные идеи. Богатство города контрастировало с бедностью окружающей деревни. Контроль над Нантом давал вандейцам возможность доступа сил антифранцузской коалиции к побережью. К тому же мятежная Вандея не имела столицы, и эту функцию мог выполнять завоеванный Нант.
Несмотря на всевозможные трудности, генерал Канкло, командующий Армией побережья Бреста, вместе с мэром Нанта Бако де ла Шапелем организует оборону. Жители, солдаты регулярной армии, национальной гвардии и различные добровольцы, распределяются по постам и батареям в различных пунктах. Их около 10 000 человек, что немного, учитывая, что валы, особенно на севере, были давно разрыты, и город, открытый со всех сторон, защищен только с юга Луарой и тем, что осталось от замка Пирмиль.
20 июня вожди Вандеи встретились в Анже и разработали план действий. Командование так называемой Католической и королевской армии направило ультиматум республиканцам, засевшим в Нанте, а затем начало наступление на город. 24 июня был взят Ансени, где был созван новый военный совет, на котором Жак Кателино был утвержден «генералиссимусом». Дата штурма Нанта была назначена на 29 июня, на два часа ночи. Предполагалось атаковать город одновременно с разных сторон.
Бой у моста в Нор-сюр-Эрдре, в тридцати километрах от города, задержал отряд Кателино, поэтому штурм начался не одновременно. Хотя Шаретт, подошедший с юга, начал бои в два часа ночи с обстрела артиллерией позиций республиканцев, но с севера и востока вандейцы подошли к Нанту только в шесть часов утра. Около семи часов утра бои шли уже по всему периметру обороны города.
На юге, как и планировалось республиканским командованием, позиция оказалась неприступной для вандейцев, поэтому именно на севере решался исход битвы. Большая часть артиллерия повстанцев была установлена вдоль дороги на Рен. Пока отряд под предводительством Шарля де Боншана сражался на дороге, ведшей к Парижу, большая часть католической и королевской армии была сосредоточена на дорогах к Вану и Рену. На востоке часть войск Боншана натолкнулась на окопы республиканцев и не смогла их взять.
После провала атаки по дороге из Рена Кателино решил попытаться прорвать оборону республиканцев по дороге из Вана, где она казалась более растянутой и уязвимой. «Генералиссимус» лично возглавил атаку. В конце концов позиция была захвачена, но республиканские войска отступили и продолжили сопротивление.
Роялисты, несмотря на многочисленные потери, прорвались в Нант и продвинулись к площади Виарме, где Кателино был тяжело ранен. Республиканцы сдержали вандейский удар и отбросили атаковавших, после чего последние начали отступать и покидать занятые кварталы города. 
В боях за Нант на стороне республиканцев погибло около 300 человек против 1500 у повстанцев. После разгрома в Нанте вандейцы временно приостановили свои действия. Республиканцы использовали это время, чтобы перебросить подкрепление (так называемую Майнцкую армию) в Нант и укрепить город.